# Multidisplacement Amplification
Die multiple-displacement amplification (MDA), auch strand-displacement amplification (SDA) oder isothermal multiple -displacement amplification (IMDA) ist eine Methode zur Vermehrung von geringen Mengen an DNA als Ausgangsmaterial. Sie ist eine Variante der isothermalen DNA-Amplifikation.

## Eigenschaften
Im Vergleich zur Polymerase-Kettenreaktion eignet sich diese Methode besonders für die Vermehrung von langen DNA-Sequenzen (mehr als 2.000 bis 100.000 Basenpaare). Ein weiterer Vorteil ist, dass es bei Gemischen von DNA durch diese Art der Amplifikation keine Verzerrung (engl. bias) gibt, d. h., dass bei Gemischen nicht einzelne DNA-Sequenzen bevorzugt werden bzw. andere benachteiligt.
Aufgrund dieser Eigenschaften eignet sich diese Methode besonders zur Vermehrung von z. B. hochkomplexen Gemischen
genomischer DNA. Als Ausgangsmaterial reichen wenige Nanogramm (z. B. die DNA von einigen hundert Zellen), welches bei der MDA mithilfe von DNA-Polymerase etwa 1000- bis 10.000fach vermehrt wird.

## Prinzip
Die MDA wird im Vergleich zur Polymerase-Kettenreaktion bei gleichbleibender Temperatur durchgeführt. Zunächst wird die doppelsträngige Template-DNA mittels Denaturierung in Einzelstränge getrennt. Anschließend wird die Φ29-DNA-Polymerase und ein Gemisch aus Desoxynukleotiden hinzugefügt. Die Φ29-DNA-Polymerase lagert sich an die Einzelstränge der DNA an und stellt danach den zweiten komplementären Strang her. Der komplementäre Strang wird dabei pro Sekunde etwa 25 bis 50 Basen mit einer Fehlerrate von 1 Fehler auf 3 × 106 Basen verlängert. Im Vergleich dazu: bei einer konventionellen PCR mit Taq-Polymerase rechnet man mit einer Geschwindigkeit von 1000 bis 2000 Basen pro Minute und einer Fehlerrate von 1 Fehler auf 2 × 103 Basen. Alternative isothermale Verfahren zur Erzeugung neuer DNA-Sequenzen sind z. B. das isothermal assembly und das circular polymerase extension cloning (CPEC).
Alternative Methoden zur Amplifikation von DNA sind z. B. die Polymerasekettenreaktion, die nicking enzyme amplification reaction, die isothermal assembly, die loop-mediated isothermal amplification (LAMP), nucleic acid sequence-based amplification (NASBA), die helicase-dependent amplification (HDA), die recombinase polymerase amplification und die rolling circle replication (RCA). Weitere Nachweisverfahren sind z. B. die nicking endonuclease signal amplification (NESA) und nicking endonuclease assisted nanoparticle activation (NENNA), exonuclease-aided target recycling, junction or Y-probes, split DNAZyme und deoxyribozyme amplification (die beiden letzteren Methoden nutzen DNAzyme alias Desoxyribozyme), nicht-kovalente DNA-Katalysen und die hybridization chain reaction (HCR).